# Карасуський район
Карасу́ський район (каз. Қарасу ауданы, рос. Карасуский район) — адміністративна одиниця у складі Костанайської області Казахстану. Адміністративний центр — село Карасу.

## Населення
Населення — 21167 осіб (2021; 29238 у 2009, 37360 у 1999, 53469 у 1989).
Національний склад (станом на 2010 рік):
- росіяни — 10677 осіб (36,41%)
- казахи — 9417 осіб (32,11%)
- українці — 4053 особи (13,82%)
- білоруси — 1500 осіб (5,12%)
- німці — 1288 осіб (4,39%)
- татари — 574 особи
- молдовани — 340 осіб
- чеченці — 198 осіб
- удмурти — 151 особа
- башкири — 135 осіб
- чуваші — 108 осіб
- азербайджанці — 96 осіб
- мордва — 96 осіб
- вірмени — 76 осіб
- інгуші — 67 осіб
- корейці — 61 особа
- поляки — 61 особа
- інші — 729 осіб

## Історія
Район був утворений 1939 року. 1997 року до складу району була включена територія ліквідованого Октябрського району.

## Склад
До складу району входять 13 сільських округів:
| Поселення                       | Площа, км² | Населення, осіб (1989) | Населення, осіб (1999) | Населення, осіб (2009) | Населення, осіб (2021) | Центр         | К-ть нп |
| ------------------------------- | ---------- | ---------------------- | ---------------------- | ---------------------- | ---------------------- | ------------- | ------- |
| Айдарлинський сільський округ   | -          | 3926                   | 2609                   | 1750                   | 1158                   | Айдарли       | 4       |
| Жалгисканський сільський округ  | -          | 1745                   | 1125                   | 780                    | 548                    | Жалгискан     | 1       |
| Жамбильський сільський округ    | -          | 2783                   | 1565                   | 1419                   | 1011                   | Жамбил        | 2       |
| Ільїчівський сільський округ    | -          | 3545                   | 2007                   | 1474                   | 1167                   | Комсомольське | 4       |
| Карамирзинський сільський округ | -          | 3592                   | 1784                   | 1386                   | 785                    | Карамирза     | 2       |
| Карасуський сільський округ     | -          | 10195                  | 8132                   | 5947                   | 4780                   | Карасу        | 5       |
| Койбагарський сільський округ   | -          | 3907                   | 3024                   | 2683                   | 1853                   | Койбагар      | 2       |
| Люблінський сільський округ     | -          | 2328                   | 1726                   | 1455                   | 1147                   | Люблінка      | 3       |
| Новопавловський сільський округ | -          | 1851                   | 1691                   | 1165                   | 761                    | Новопавловка  | 1       |
| Октябрський сільський округ     | -          | 9431                   | 6107                   | 5424                   | 3986                   | Октябрське    | 4       |
| Ушаковський сільський округ     | -          | 3276                   | 1922                   | 863                    | 459                    | Ушаково       | 3       |
| Челгашинський сільський округ   | -          | 4478                   | 3814                   | 3518                   | 2554                   | Челгаші       | 4       |
| Черняєвський сільський округ    | -          | 2412                   | 1854                   | 1374                   | 958                    | Черняєвка     | 6       |

- 4 червня 2010 року ліквідовано Степнівський сільський округ, територія увійшла до складу Айдарлинського сільського округу[4].
- 11 січня 2019 року були ліквідовані Амангельдинська сільська адміністрація та Койбагарська сільська адміністрація, території увійшли до новоствореного Койбагарського сільського округу[5].
- 31 жовтня 2019 року ліквідовані Восточний сільський округ та Карасуська сільська адміністрації, території увійшли до складу новоствореного Карасуського сільського округу; ліквідовані Жамбильська сільська адміністрація та Павловська сільська адміністрація, території увійшли до складу новоствореного Жамбильського сільського округу; ліквідовано Новоселовський сільський округ, територія увійшла до складу Ільїчівського сільського округу; ліквідовані Желєзнодорожний сільський округ та Октябрська сільська адміністрація, території увійшли до складу новоствореного Октябрського сільського округу; ліквідовано Цілинний сільський округ, територія увійшла до складу Челгашинського сільського округу[6].

## Найбільші населені пункти
Населені пункти з чисельністю населення понад 1000 осіб:
| № | Населений пункт | Населення, осіб (1989) | Населення, осіб (1999) | Населення, осіб (2009) | Населення, осіб (2021) |
| - | --------------- | ---------------------- | ---------------------- | ---------------------- | ---------------------- |
| 1 | Карасу          | 5147                   | 4734                   | 3728                   | 3393                   |
| 2 | Октябрське      | 3758                   | 2860                   | 3034                   | 2423                   |
| 3 | Желєзнодорожне  | 1955                   | 1697                   | 1708                   | 1425                   |
| 4 | Челгаші         | 2195                   | 1873                   | 1805                   | 1332                   |
| 5 | Койбагар        | 2316                   | 1871                   | 1723                   | 1254                   |
| 6 | Восток          | 1805                   | 1369                   | 1421                   | 1211                   |